# Lissonota erythrina
Lissonota erythrina är en stekelart som beskrevs av Holmgren 1860. Lissonota erythrina ingår i släktet Lissonota och familjen brokparasitsteklar. Arten är reproducerande i Sverige. Inga underarter finns listade i Catalogue of Life.